# (2405) Welch

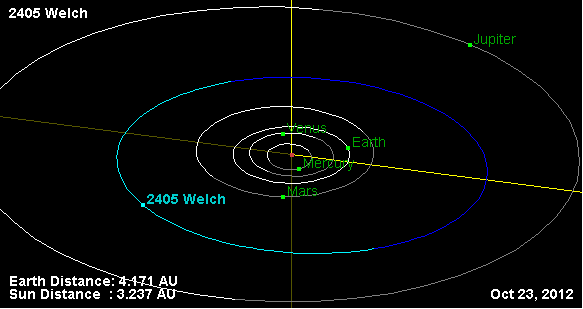
(2405) Welch

(2405) Welch (1963 UF) est un astéroïde de la ceinture principale, découvert le 18 octobre 1963 à l'observatoire Goethe Link près de Brooklyn, dans l'Indiana.